# Remember (Walking in the Sand)
Singles de The Shangri-Las
Leader of the Pack
(1964)
Remember (Walking in the Sand) (ou Remember (Walkin' in the Sand), ou simplement Remember) est une chanson du girl group américain Shangri-Las.
Publiée en single sous le label Red Bird Records en août 1964, elle a atteint la 5e place du Hot 100 du magazine musical américain Billboard, passant en tout 11 semaines dans le chart.
La chanson sera aussi incluse dans le premier album des Shangri-Las, Leader of the Pack, qui sortira en février de l'année suivante (1965).
En 2004, Rolling Stone a classé cette chanson, dans la version originale des Shangri-Las, 395e sur sa liste des « 500 plus grandes chansons de tous les temps ». (En 2010, le magazine rock américain a mis à jour sa liste, maintenant la chanson est 404e.)

## Composition
La chanson a été écrite et l'enregistrement des Shangri-Las a été produit par George (Shadow) Morton.

## Reprises
- La chanson a été notamment reprise par le groupe Aerosmith sur leur album Night in the Ruts paru en 1979. Leur version a également été publiée en single (en 1980).

Elle a aussi été reprise par  :
- The Beach Boys, sur l'album Summer in Paradise (1992)
- Jeff Beck feat. Imelda May, sur l'album live Jeff Beck’s Rock ’n’ Roll Party: Honoring Les Paul 2011
- En 2015 elle est samplée par le rappeur Capone cinq demi tons haut dessus pour le titre Streets Favorite sur l'album Pain, Time, & Glory. En 2020, un extrait de la version instrumentale ("Oh no") devient un mème via Tiktok.